# Rae-Soro
Rae-Soro (Raesoro, Raisoro) ist eine osttimoresische Aldeia im Suco Leolima (Verwaltungsamt Hato-Udo, Gemeinde Ainaro). 2015 lebten in der Aldeia 56 Menschen.

## Geographie und Einrichtungen
Die Aldeia Rae-Soro liegt in der östlichen Mitte von Leolima und ist Teil des Siedlungszentrums von Hato-Udo. Nördlich befindet sich die Aldeia Groto, westlich die Aldeia Hutseo und südlich die Aldeia Nuno-Boco. Im Osten grenzt Rae-Soro an den Suco Foho-Ai-Lico. Entlang der Südgrenze führt die südliche Küstenstraße Osttimors, die hier etwas landeinwärts verläuft. Die meisten Häuser des Ortes Rae-Soro liegen an dieser Straße, nur einzelne weiter landeinwärts.
In Rae-Soro steht die evangelische Kirche Visão Cristã.

## Politik
2023 wurde Claudinho da Silva zum Chefe de Aldeia gewählt.